# Pierre Varignon
Pierre Varignon (Caen, 1654 – Parigi, 23 dicembre 1722) è stato un matematico e presbitero francese.

## Biografia
Studiò teologia e filosofia al collegio gesuita di Caen, quindi venne ordinato sacerdote. Al suo arrivo a Parigi nel 1686 si dedicò agli studi di matematica. Insegnò questa materia al collegio Mazarino di Parigi e divenne membro della sezione di geometria dell'Accademia francese delle scienze nel novembre 1688. Venne nominato primo titolare da Luigi XIV il 28 gennaio 1699. Fu vicedirettore dal 1710 al 1712, poi direttore di questa accademia fino al 1719.

## Studi di matematica
S'interessò al nuovo calcolo infinitesimale messo a punto nel Settecento, sviluppando alcune trattazioni di algebra, di geometria analitica e di analisi infinitesimale.
Fra l'altro ha enunciato il teorema geometrico che porta il suo nome, dimostrando che la figura ottenuta congiungendo i centri dei lati di un quadrilatero qualunque è un parallelogramma.

## Studi di fisica e statica

### Statica
Risalgono a Varignon la formulazione dei principi della statica. Nell'opera Projet d'une nouvelle mechanique del 1688 formulò la prima definizione di risultante di più forze e di momento statico, e dimostrò razionalmente le due regole fondamentali della statica:
- la regola del parallelogramma sulla somma di più forze inclinate concorrenti
- il teorema di Varignon sui momenti statici di più forze e della loro risultante

La regola del parallelogramma era già stata in parte anticipata da Simone Stevin e fu poi sviluppata anche da Isaac Newton nel suo trattato sui principi della meccanica (1687).
Le teorie statiche di Varignon sono alla base della scienza delle costruzioni, disciplina ideata da Galileo Galilei (1638) e sviluppatasi nei secoli successivi.

### Cinematica
Nelle due comunicazioni all'Accademia Reale delle Scienze di Parigi, il 5 luglio 1698 e il 20 gennaio 1700, definì il concetto di velocità istantanea (che egli chiama velocità in ogni istante) e quello di accelerazione applicandovi il calcolo differenziale di Leibniz.

## Opere

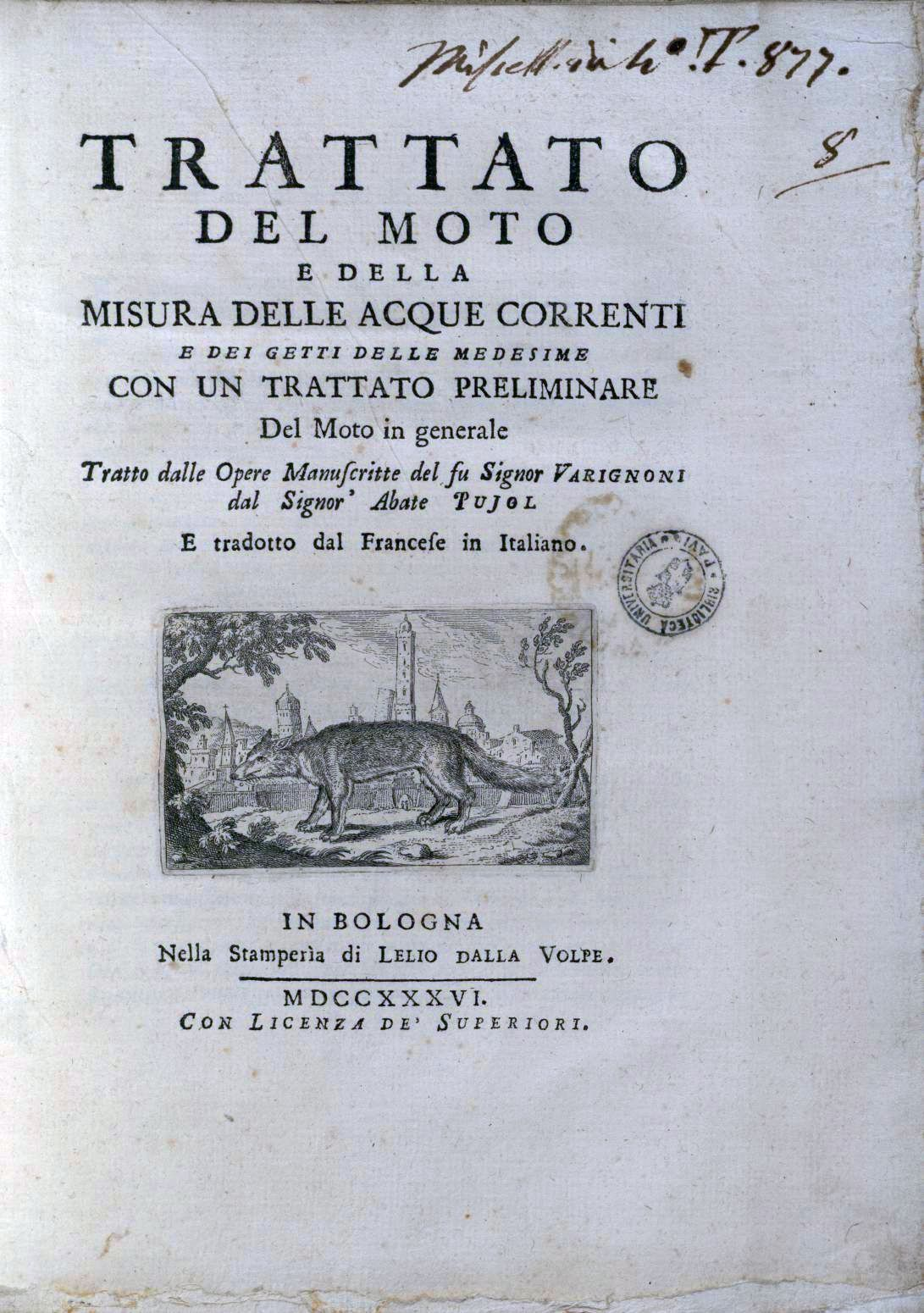
Traité du mouvement et de la mesure des eaux coulantes et jaillissantes, 1736

- (FR) Projet d'une nouvelle mechanique, Paris, Edme Martin, veuve, 1687.
- (FR) Traité du mouvement et de la mesure des eaux coulantes et jaillissantes, Bologna, Lelio Dalla Volpe, 1736.